# سليم كوراي
سليم كوراي (بالتركية: Selim Koray)‏ هو شخصية أعمال تركي، ولد في 1962 في إسطنبول في تركيا.